# Stadio di Corso Sebastopoli
Lo stadio di Corso Sebastopoli era uno stadio calcistico di Torino.
Situato tra il corso da cui prendeva il nome e la piazza d'armi cittadina, aveva una capacità di circa 10 000 spettatori. Inaugurato l'8 marzo 1908, ospitò le gare casalinghe della Juventus fino all'ottobre 1922, data in cui il club si trasferì nello stadio di Corso Marsiglia.

## Storia
In origine il campo di gioco misurava circa 95 × 55 m ed era recintato con una staccionata.
L'inaugurazione avvenne l'8 marzo 1908: davanti a circa 500 spettatori furono disputate due partite, che videro impegnate ed entrambe sconfitte le due squadre juventine. Il primo match in assoluto nel nuovo impianto fu giocato con inizio alle 14:30 dalla seconda squadra della Juventus contro il Piemonte, valevole per le eliminatorie del Campionato Italiano di Seconda Categoria, e si concluse con il punteggio di 2-3 per il Piemonte. Dopo, con inizio alle 16:20, fu giocata la partita tra la prima squadra della Juventus e la Pro Vercelli, valevole per le eliminatorie del Campionato Italiano di Prima Categoria, finita con il risultato di 0-2 per i vercellesi.
La domenica successiva fu disputata dai bianconeri la gara di spareggio (poi annullata) del Campionato Federale di Prima Categoria 1908 con l'Andrea Doria, terminata in parità per 2-2. 
| Arbitro: | Bertinetti (Vercelli) |

|                          |           |                                       |
| Borel 15’, Collino t.s.’ | Marcatori | s.t.’ Baglietto t.s.’ (aut.) Mazzonis |

L'ultimo incontro ufficiale disputato dalla squadra piemontese a Corso Sebastopoli fu un pareggio per 1-1 contro il Mantova, in occasione della ripetizione della nona giornata di andata del girone A di Lega Nord del campionato di Prima Divisione 1921-1922.
| Arbitro: | Gama II |

|                |           |                        |
| Steffanoni 55’ | Marcatori | 67’ (rig.) Barbieri II |

L'ultima sfida rimane invece la vittoriosa amichevole contro l'Inter (1-0) del 24 settembre 1922, prima del trasferimento a Corso Marsiglia il mese seguente.